# Атон III (виконт Альби)

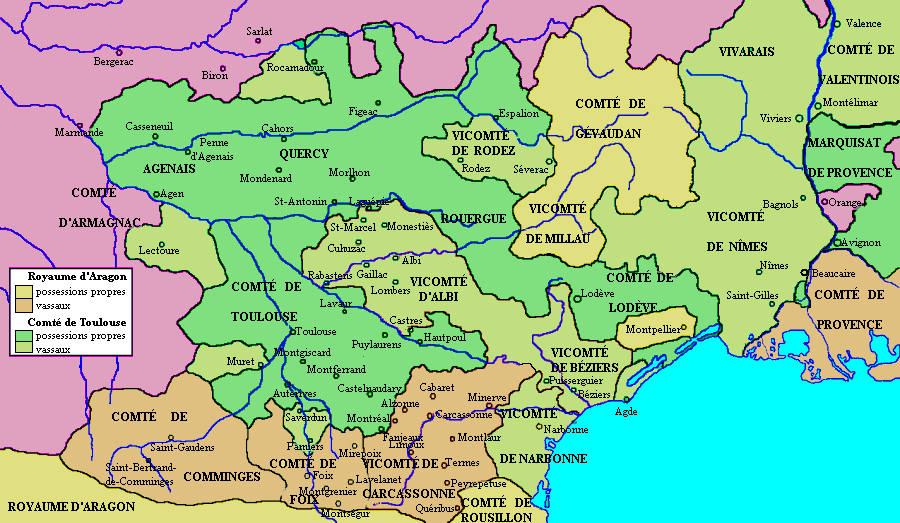
Виконтства Альби и Ним на карте Окситании

Атон III (Aton III) (р. ок. 965, ум. 1030/1035) — виконт Альби и Нима из рода Транкавелей.
Сын Бернара II.
Впервые упоминается в качестве виконта в документе от 18 марта 993 года.
Жена — Герберга (её происхождение не выяснено).
Дети:
- Фротер II (ум. 1077), епископ Нима с 1027.
- Бернар III Атон (ум. после 1050), виконт Альби и Нима.
- Сегарий (ум. после 1035).

Атон III умер в начале 1030-х гг. Согласно историческим исследованиям 18-19 веков он был убит неким сеньором Жеро. В искупление своей вины Жеро и его братья уступили детям Атона III часть своих владений и принесли им оммаж.